# يانغ يانغ
يانغ يانغ هو سباح صيني، ولد في 21 يناير 1997.